# Верх-Бобровка (Свердловская область)
Верх-Бобровка — деревня в Красноуфимском округе Свердловской области. Управляется Новосельским сельским советом.

## География
Населённый пункт расположен на юго-восточном берегу озера Боброво в 28 километрах на северо-северо-запад от административного центра округа — города Красноуфимск.

### Часовой пояс
Верх-Бобровка как и вся Свердловская область, находится в часовой зоне МСК+2. Смещение применяемого времени относительно UTC составляет +5:00.

## Население
| 2002 | 2010 | 2021 |
| ---- | ---- | ---- |
| 134  | ↘120 | ↘81  |

## Инфраструктура
В деревне расположено всего две улицы: Свободы и Советская.